# Skandal (serial telewizyjny)
Skandal (ang. Scandal, od 2012) – amerykański serial dramatyczny stworzony przez Shondę Rhimes. Wyprodukowany przez ABC Studios. Premiera serialu odbyła się 5 kwietnia 2012 roku na kanale ABC. 
10 maja 2013 ABC przedłużyło serial o trzeci sezon. 11 maja 2017 roku stacja ABC ogłosiła, że siódmy sezon jest finałowym. Na początku stycznia 2018 roku poinformowano, że wyprodukowany zostanie crossover seriali Skandal i Sposób na morderstwo.
W Polsce produkcję nadawały bądź nadają: FOX Life, FOX I TVP2.

## Opis fabuły
Olivia Pope (Kerry Washington) całe swoje dotychczasowe życie poświęciła na ochronę tajemnic Białego Domu oraz Stanów Zjednoczonych. Doradczyni Prezydenta USA do spraw mediów, postanawia porzucić posadę i otworzyć własną firmę specjalizującą się w zarządzaniu kryzysowym. Ma nadzieję rozpocząć nowy rozdział swojego życia, ale szybko dowiaduje się, że nie może swojej przeszłości pozostawić za sobą.
W jej zespole znajdują się ponadto; kobieciarz Stephen Finch (Henry Ian Cusick), prawnik Harrison Wright (Columbus Short), oficer śledczy Abby Whelan (Darby Stanchfield), haker Huck (Guillermo Díaz) oraz młoda prawniczka Quinn Perkins (Katie Lowes).

## Obsada

### Główna
- Kerry Washington jako Olivia Pope
- Henry Ian Cusick jako Stephen Finch (sezon 1)
- Columbus Short jako Harrison Wright (sezon 1-4)
- Guillermo Díaz jako Huck/Diego Muñoz
- Darby Stanchfield jako Abby Whelan
- Katie Lowes jako Quinn Perkins
- Tony Goldwyn jako Fitzgerald "Fitz" Grant, prezydent Stanów Zjednoczonych
- Jeff Perry jako Cyrus Beene
- Bellamy Young jako Melody 'Mellie' Grant, prezydent Stanów Zjednoczonych
- Scott Foley jako Jake Ballard

### Drugoplanowa
- Kate Burton jako Sally Langston, była wiceprezydent Stanów Zjednoczonych
- Dan Bucatinsky jako James Novak
- Joshua Malina jako David Rosen
- Joe Morton jako Elijah "Eli" Pope/Rowan, ojciec Olivii
- Khandi Alexander jako Maya Lewis, matka Olivii[4]
- Jon Tenney jako Andrew Nichols
- Portia de Rossi jako Elizabeth North
- Paul Adelstein jako Leo Bergen
- George Newbern jako Charlie
- Artemis Pebdani jako Susan Ross, wiceprezydent Stanów Zjednoczonych

### Gościnna
- Lisa Edelstein jako Sarah Stanner
- Nazanin Boniadi jako Adnan Salif
- Dylan Minnette jako Jerry Grant Jr. †
- Madeline Carroll jako Karen Grant
- Liza Weil jako Amanda Tanner † (sezon 1)

## Odcinki
| Seria | Seria | Liczba odcinków | Czas emisji                            |
| ----- | ----- | --------------- | -------------------------------------- |
|       | 1     | 7               | 5 kwietnia 2012 - 17 maja 2012         |
|       | 2     | 22              | 27 września 2012 – 16 maja 2013        |
|       | 3     | 18              | 3 października 2013 – 17 kwietnia 2014 |
|       | 4     | 22              | 25 września 2014 – 14 maja 2015        |
|       | 5     | 21              | 24 września 2015 – 12 maja 2016        |
|       | 6     | 13              | 19 stycznia 2017 – 18 maja 2017        |
|       | 7     | 18              | 5 października 2017 - 19 kwietnia 2018 |